# 8216-os mellékút (Magyarország)
A 8216-os számú mellékút egy négy számjegyű mellékút Veszprém vármegye és Fejér vármegye területén, a Bakony keleti részének egyik legfontosabb, kelet-nyugati irányú összekötő útvonala.

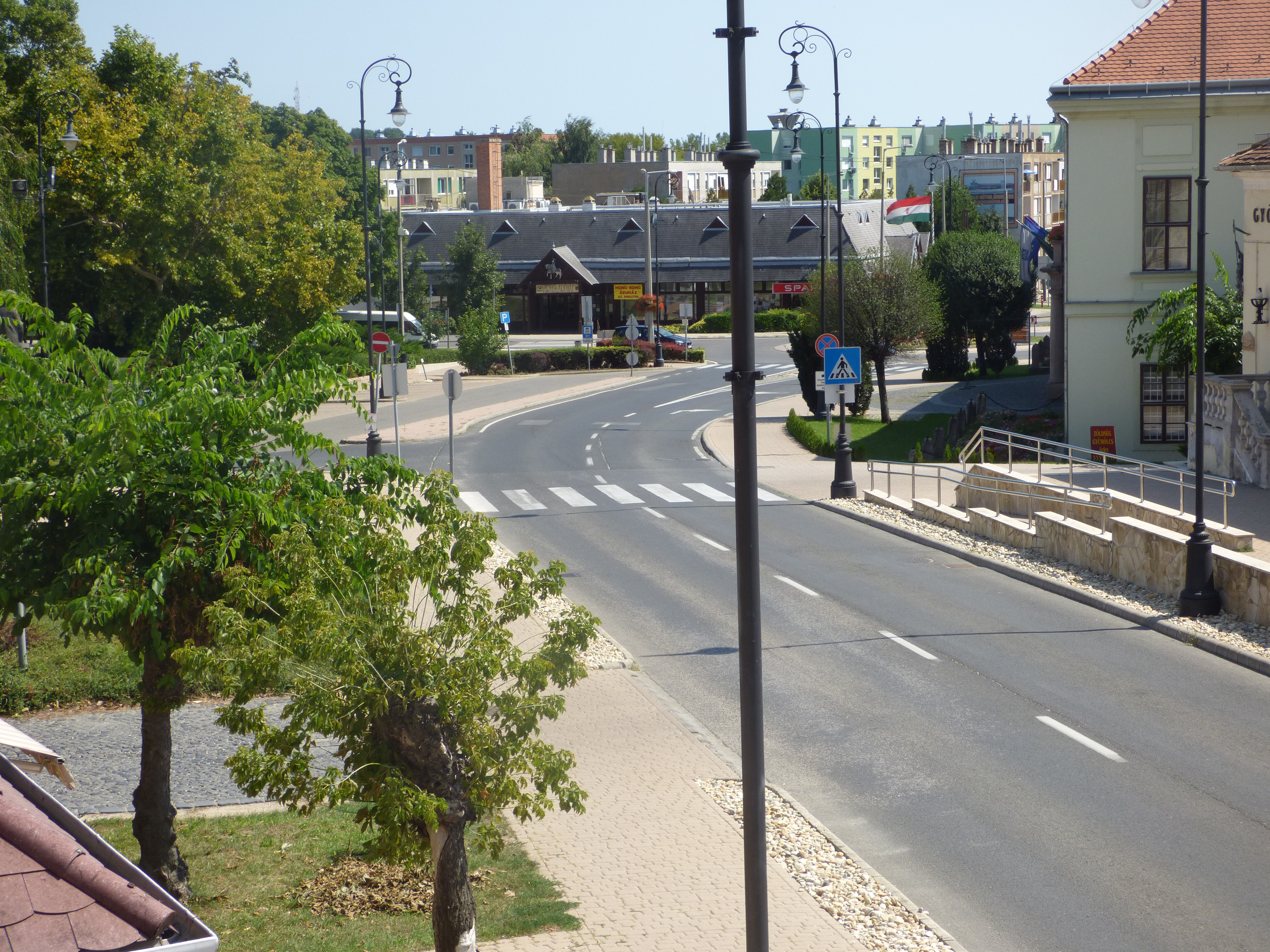
Mór főtere, itt ér véget a 8216-os út (a kép jobb szélén látható épület mögül becsatlakozva)

## Nyomvonala
Zirc belvárosában indul, a 82-es főútból kiágazva, kicsivel annak 21. kilométere után, keleti irányban. Alig 100 méter megtétele után keresztezi a 11-es számú Győr–Veszprém-vasútvonalat (Zirc vasútállomás déli végén), majd a város széléig a Köztársaság utca nevet viseli (a 82-es is ezt a nevet viseli a zirci apátságtól a mellékút kiágazásáig). Nagyjából 900 méter után elhagyja a várost, és átlép Nagyesztergár területére. A következő szakaszán többször változtatja az irányát – egy szakaszon északkelet, sőt észak felé húzódik –, de a fő iránya továbbra is nagyjából keleti marad.
Nagyjából 2,5 kilométer megtétele után halad át Nagyesztergár központján, eleinte Radnóti Miklós utca, majd a község keleti részén Kölcsey Ferenc utca néven. A 4+300-as kilométerszelvénye táján lép át Dudar területére, ahol a 6+750-es kilométerszelvényénél keresztezi a 929-es számú Zirc–Dudarbánya-vasútvonalat. 7+350-es kilométerszelvényénél kiágazik belőle délkelet felé a mintegy 5,4 kilométer hosszú 82 112-es számú út, ami Bakonynánára vezet; a 9+150-es kilométerszelvénynél pedig kiágazik belőle észak felé a 8219-es út, Bakonyoszlop-Bakonyszentkirály felé.
10,8 kilométer után lép be az út Csetény területére, aminek központját a 13. kilométere körül éri el. A falunak az egyetlen közúti megközelítési útvonala. A 14+700-as kilométerszelvényétől már Szápár területén halad, ezalatt elhalad a csetényi szélerőmű turbinái előtt. A falu első házait a 15+900-as kilométerszelvénye előtt éri el. A község keleti szélén, már külterületen torkollik bele, bő 18 kilométer megtétele után, déli irányból, Várpalota felől a 8213-as út.
A 17+300-as kilométerszelvénye közelében lép át Veszprém vármegyéből Fejér vármegyébe, Bakonycsernye területére, aminek először Szabadságtelep községrészét érinti, a 18+800-as kilométerszelvénye körül. A 19+100-as kilométerszelvénynél indul ki belőle a 8208-as út Súr, Ácsteszér, Bakonyszombathely, Bársonyos és Mezőörs felé. Egészen a 23. kilométeréig a kelet-nyugati irányban hosszan elnyúló település házai között kanyarog. A 24. kilométerénél lép át Balinka területére, ahol csak Mecsérpuszta településrészt érinti, majd azt elhagyva, a 25+800-as kilométerszelvénye körül torkollik bele Bodajk és Balinka központja felől, 9 kilométer megtétele után a 8209-es út, amely mellékúton a 8216-os települései felől akár Mór érintése nélkül is könnyen elérhető Székesfehérvár és térsége.
A 26+200-as kilométerszelvényétől egy darabig Bodajk lakatlan külterületére ér, de a települést nem érinti ennél jobban; 29,6 kilométer után Mór területére lép. A 31+600-as kilométerénél kiágazik belőle a Nagyvelegre vezető 82 101-es út. 33. kilométerénél keresztezi az 5-ös számú Székesfehérvár–Komárom-vasútvonalat, rögtön utána kiágazik belőle északnyugat felé a vasútállomáshoz vezető 82 304-es út. 33+400-as kilométerszelvényében felüljáróval keresztezi a 81-es főút nyomvonalát (a főút itt a 26+600-as kilométerszelvényénél jár); a felüljáró előtt leágazik belőle a 82 101-es számú le- és felhajtó ág, majd utána a hasonló funkciójú 81 811-es út.
Egy körforgalomban ér véget Mór belvárosában, a 8127-es útba csatlakozva, amely itt a 2+800-as kilométerszelvényénél tart, és éles iránytöréssel az addig észak felé tartó út a 8216-os által addig követett irányt veszi fel. Teljes hossza, az országos közutak térképes nyilvántartását szolgáló kira.gov.hu adatbázisa szerint 34,378 kilométer.

## Települések az út mentén
- Zirc
- Nagyesztergár
- Dudar
- Csetény
- Szápár
- Bakonycsernye
- Balinka–Mecsérpuszta
- (Bodajk)
- Mór

## Képgaléria

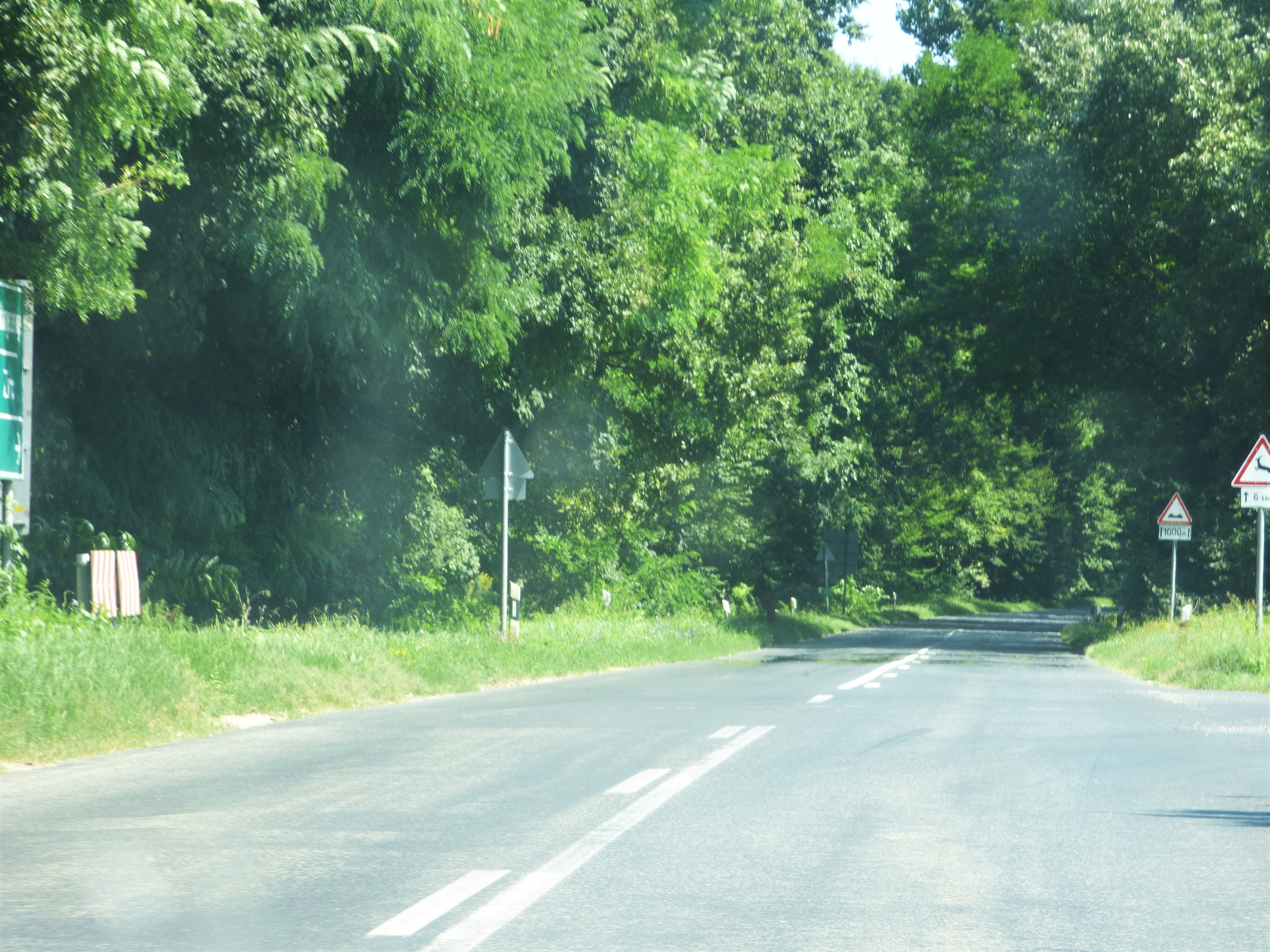
Az út Balinkánál, jobbra a 8209-es út betorkollása
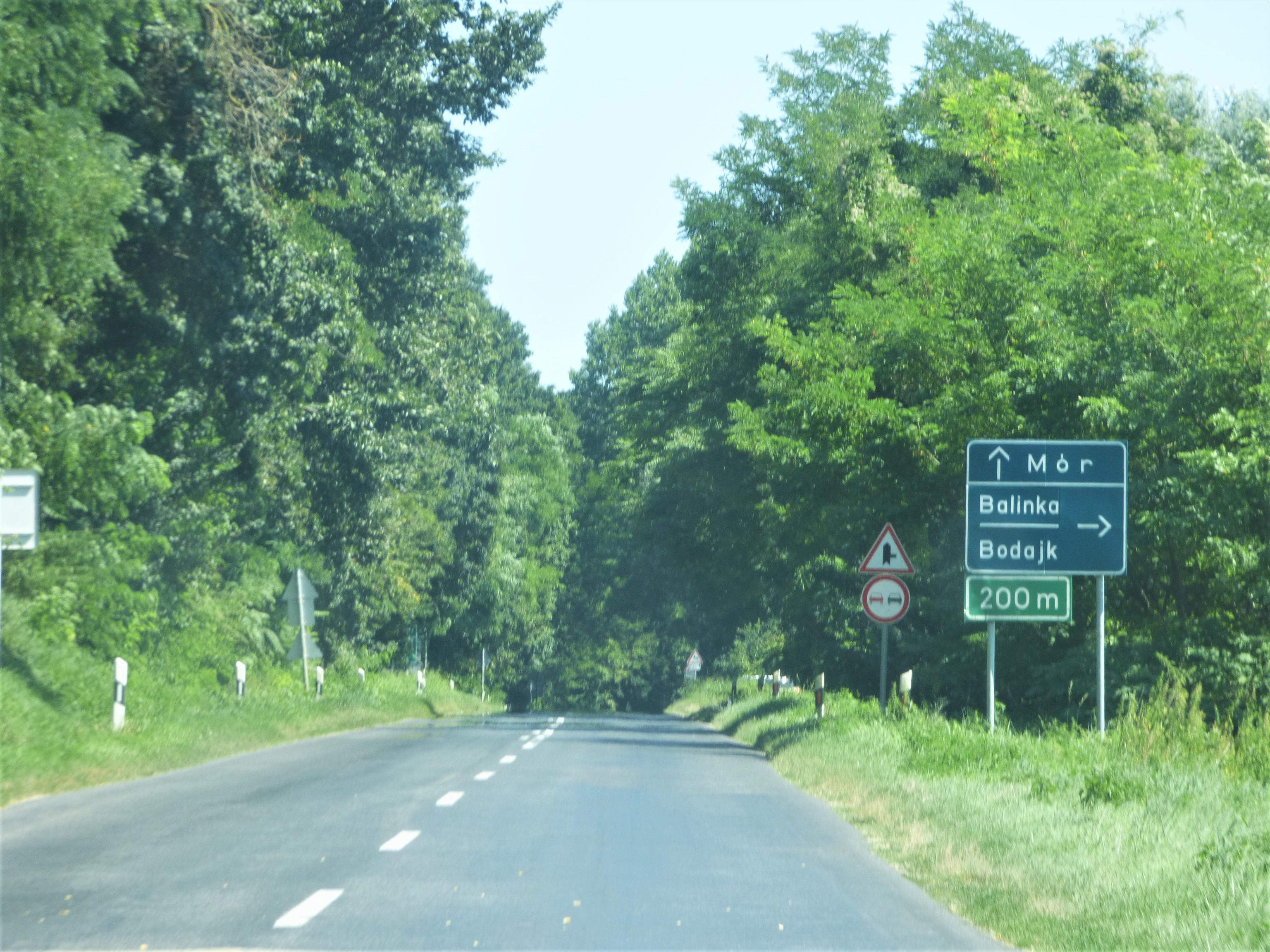
A 8209-es út kiágazásának előjelző táblája a 8216-os út balinkai szakaszán Szápár felől
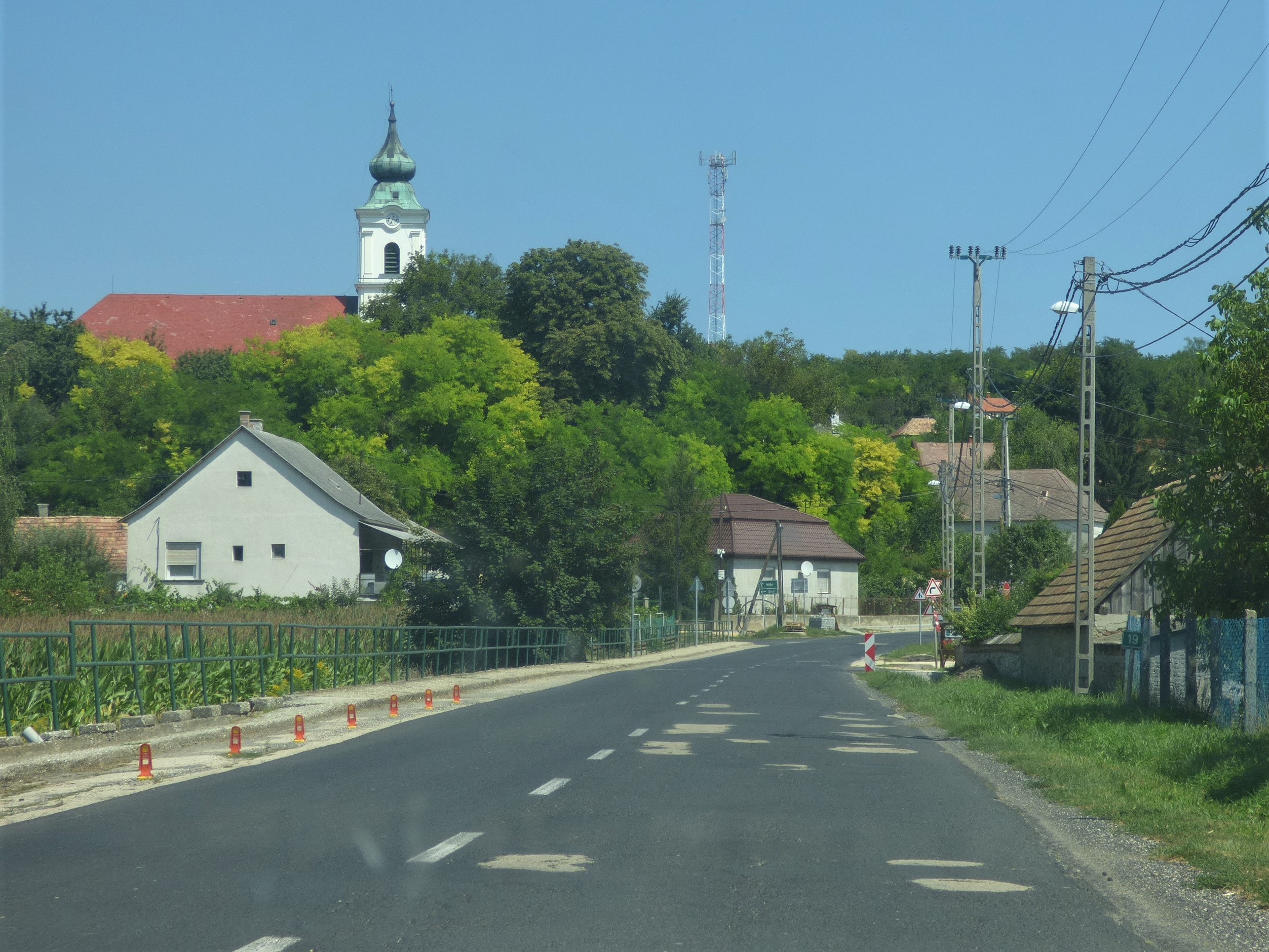
Bakonycsernye látképe nyugat felől, a 8216-os útról nézve
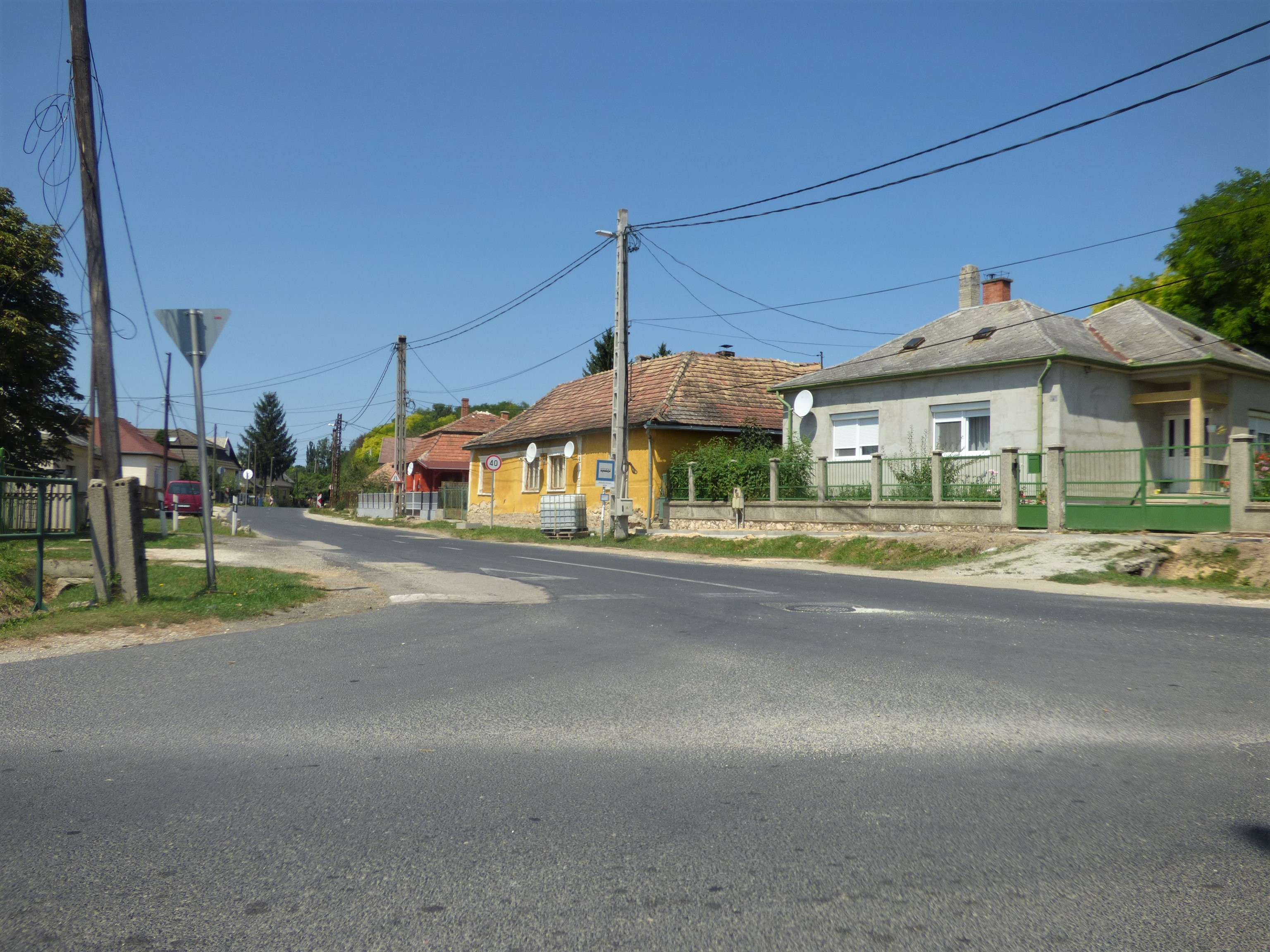
A 8208-as út kiágazása Bakonycsernye nyugati részén
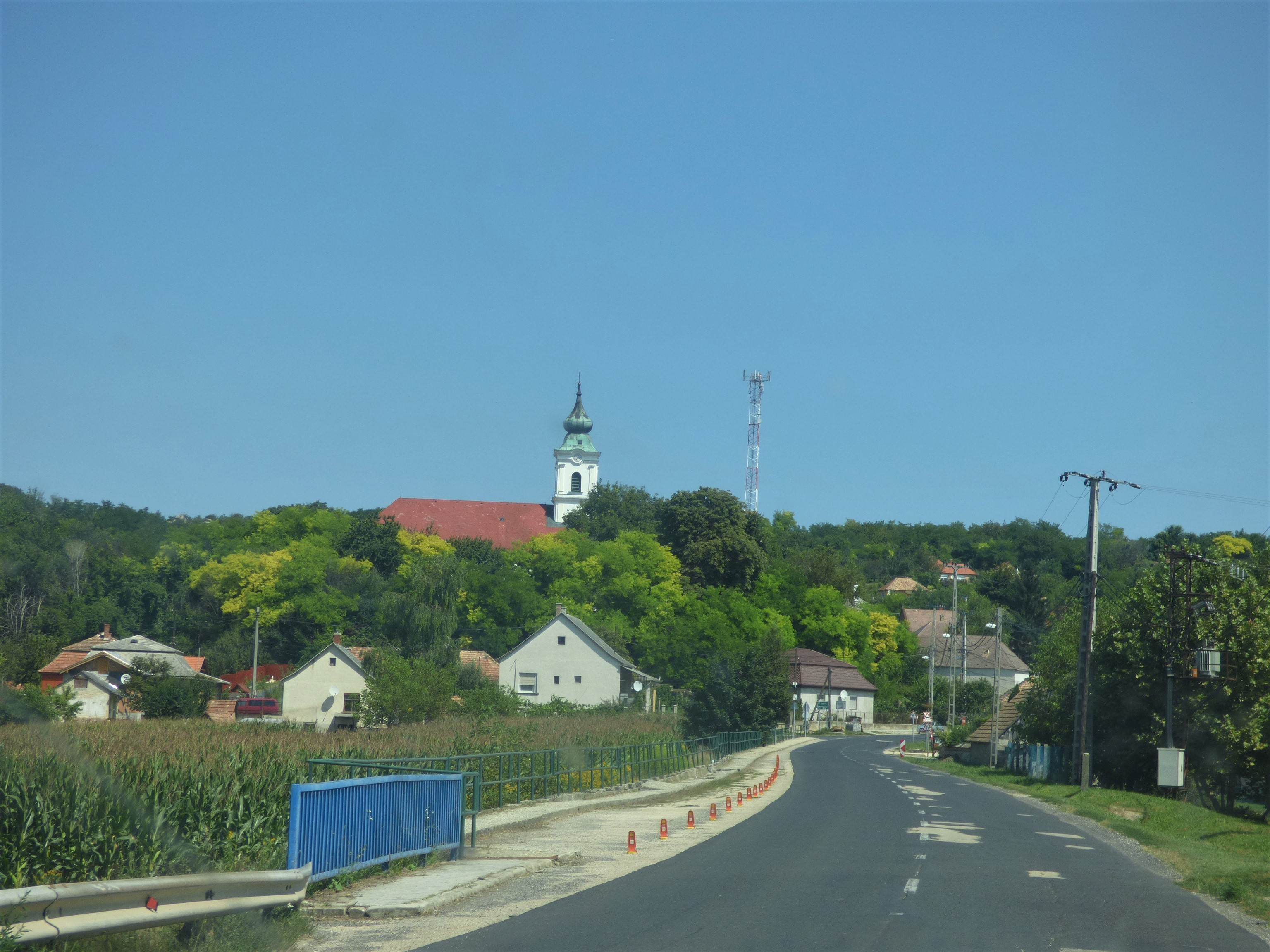
Bakonycsernye nyugat felől, a 8216-os útról nézve
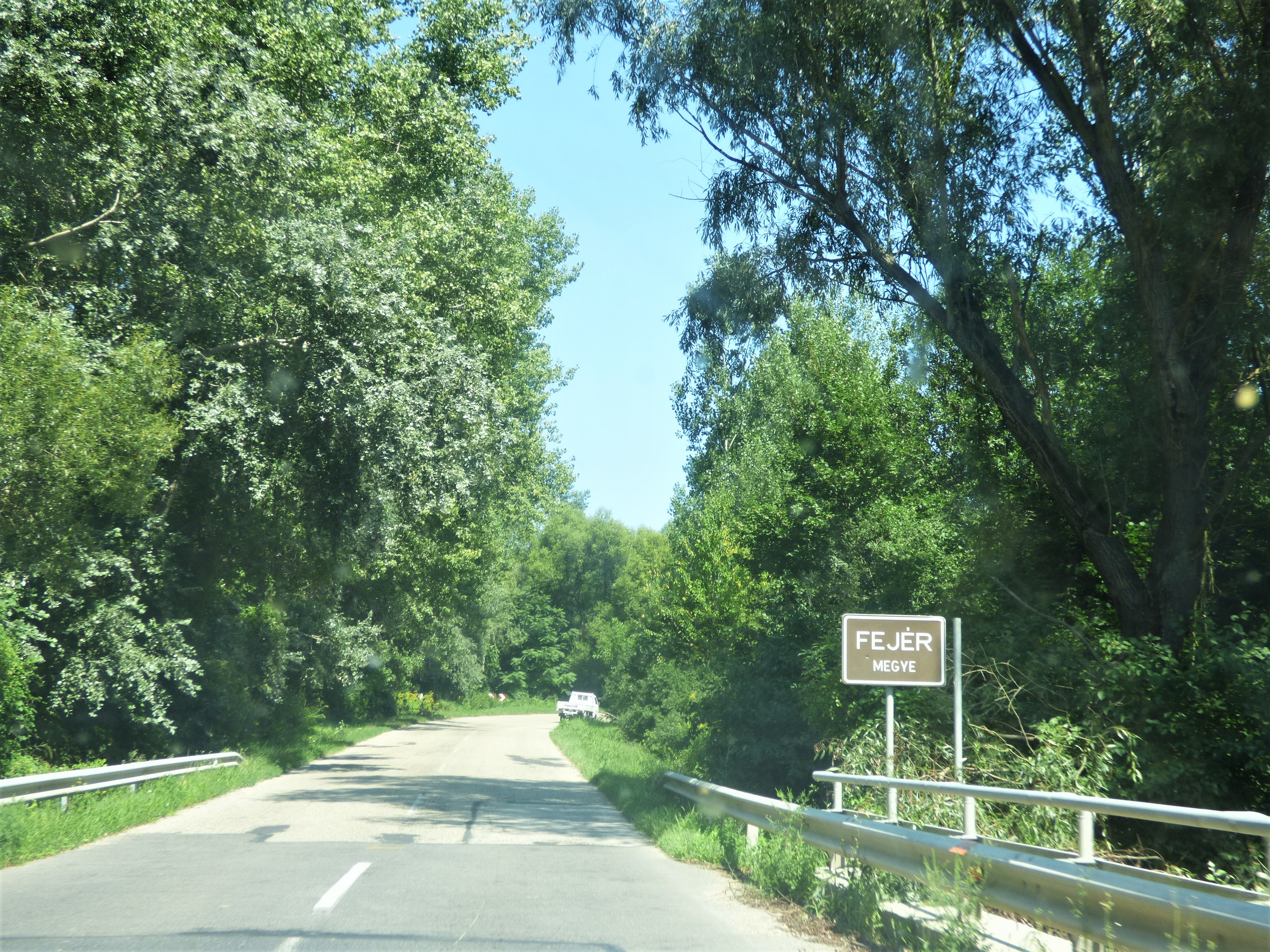
Megyehatár a 8216-os úton, más a burkolat színe is
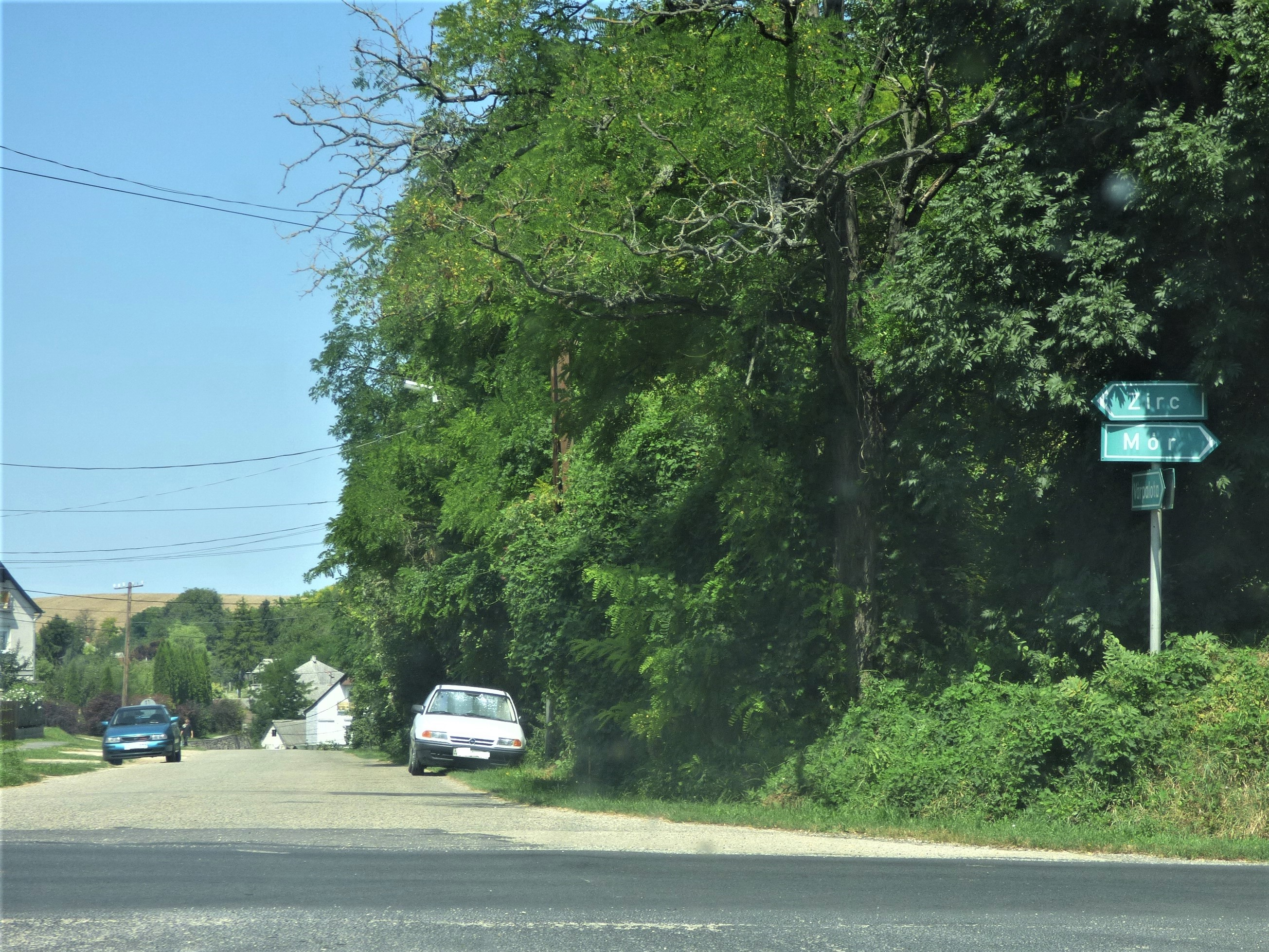
A szápári bekötőút a 8216-os úttal a 8213-as út felől
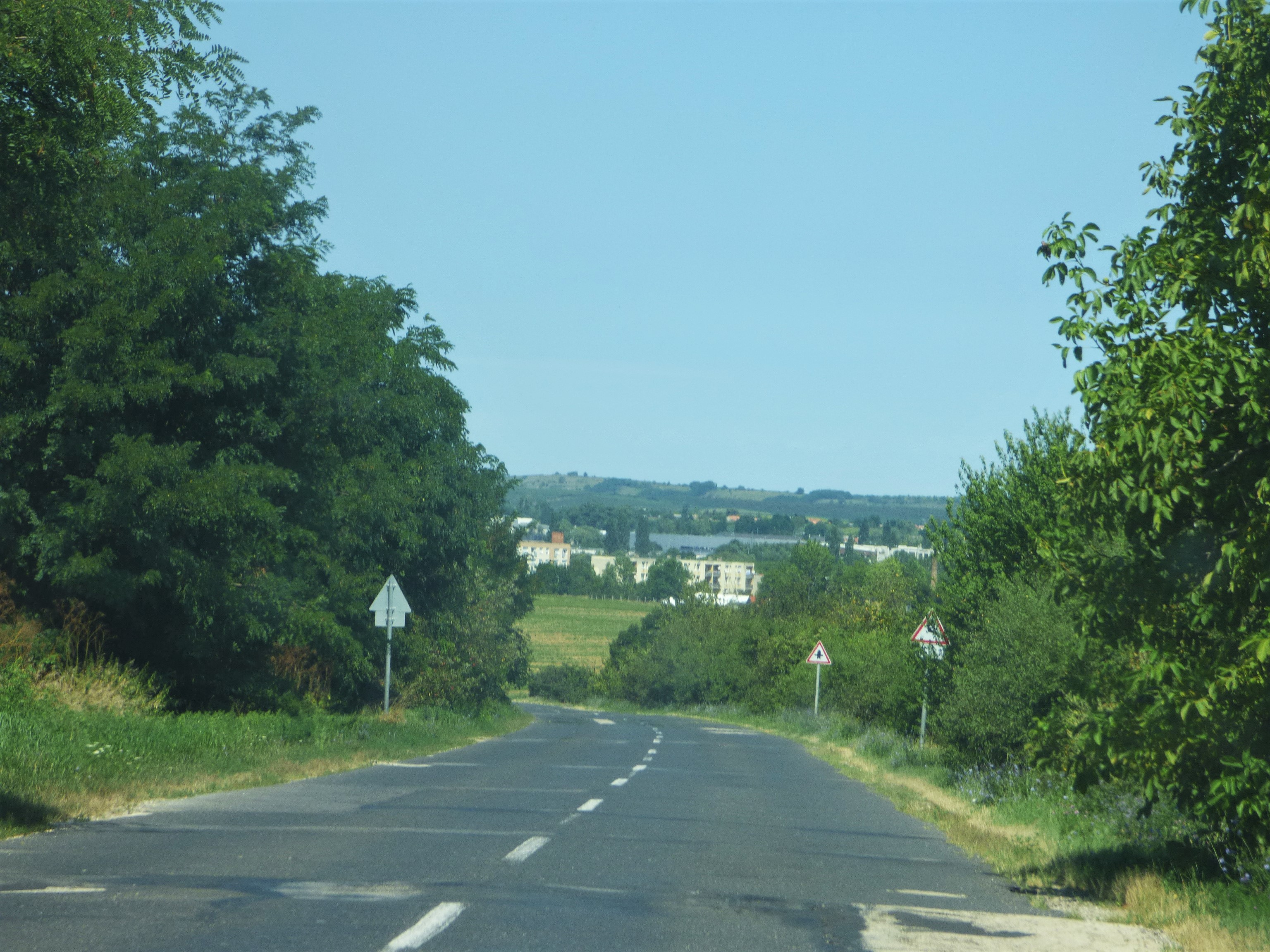
A 8216-os út Tőröspuszta előtt
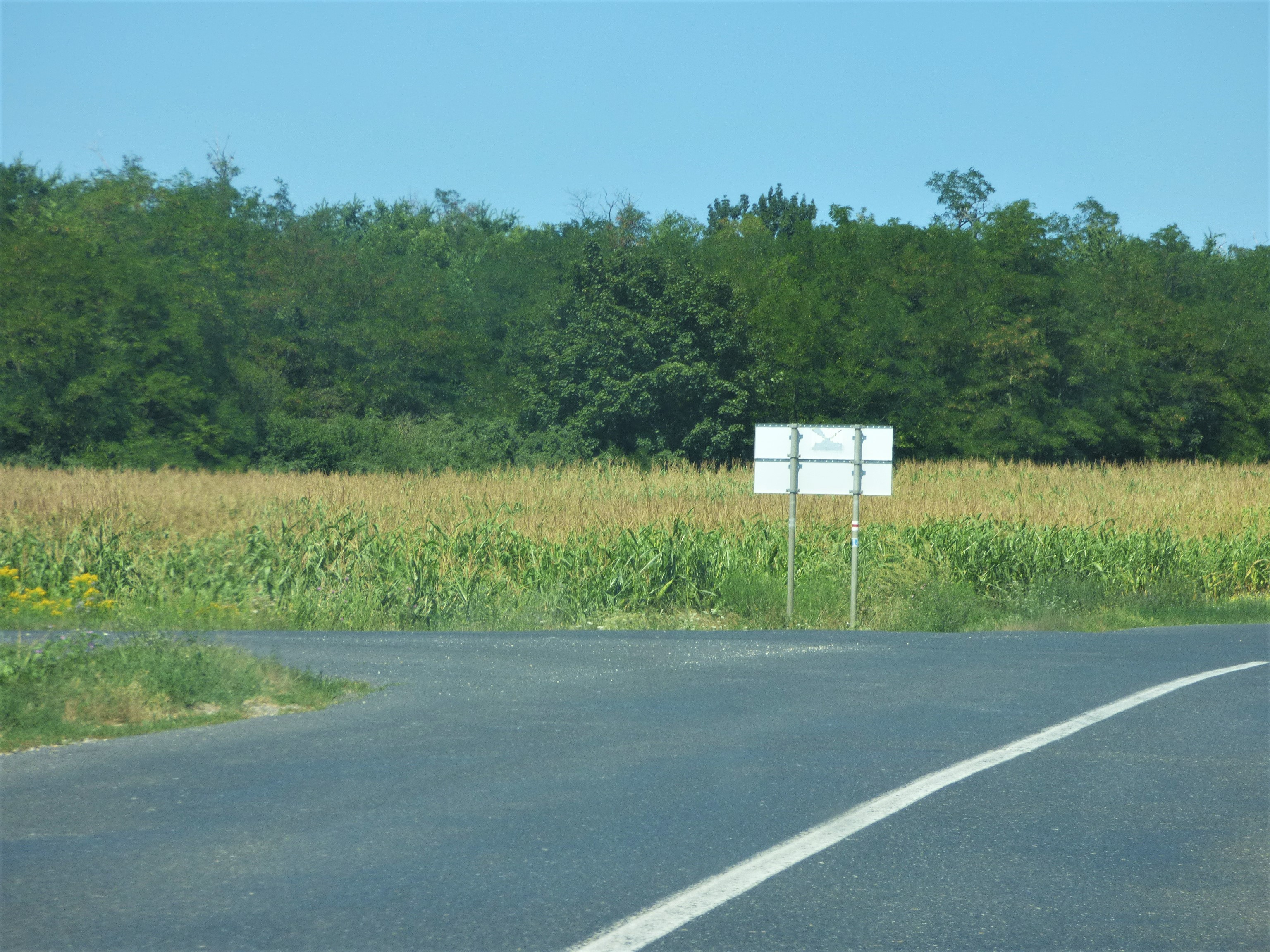
Az út nagyvelegi elágazása (82 101-es út)